# Stockholm Human Rights Award

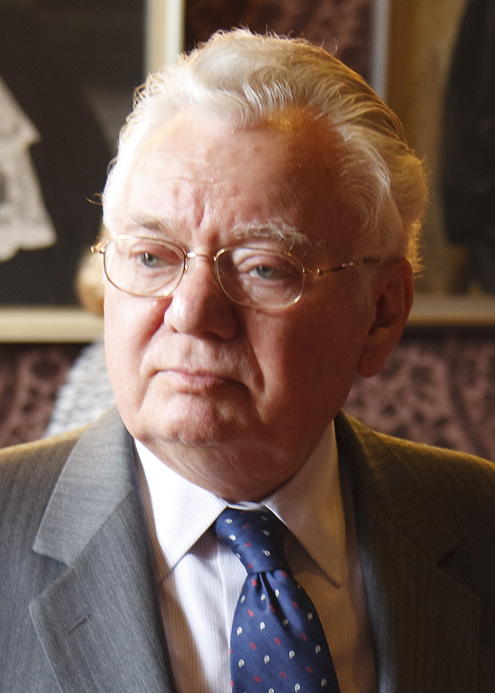
Thomas Buergenthal, pristagare 2018

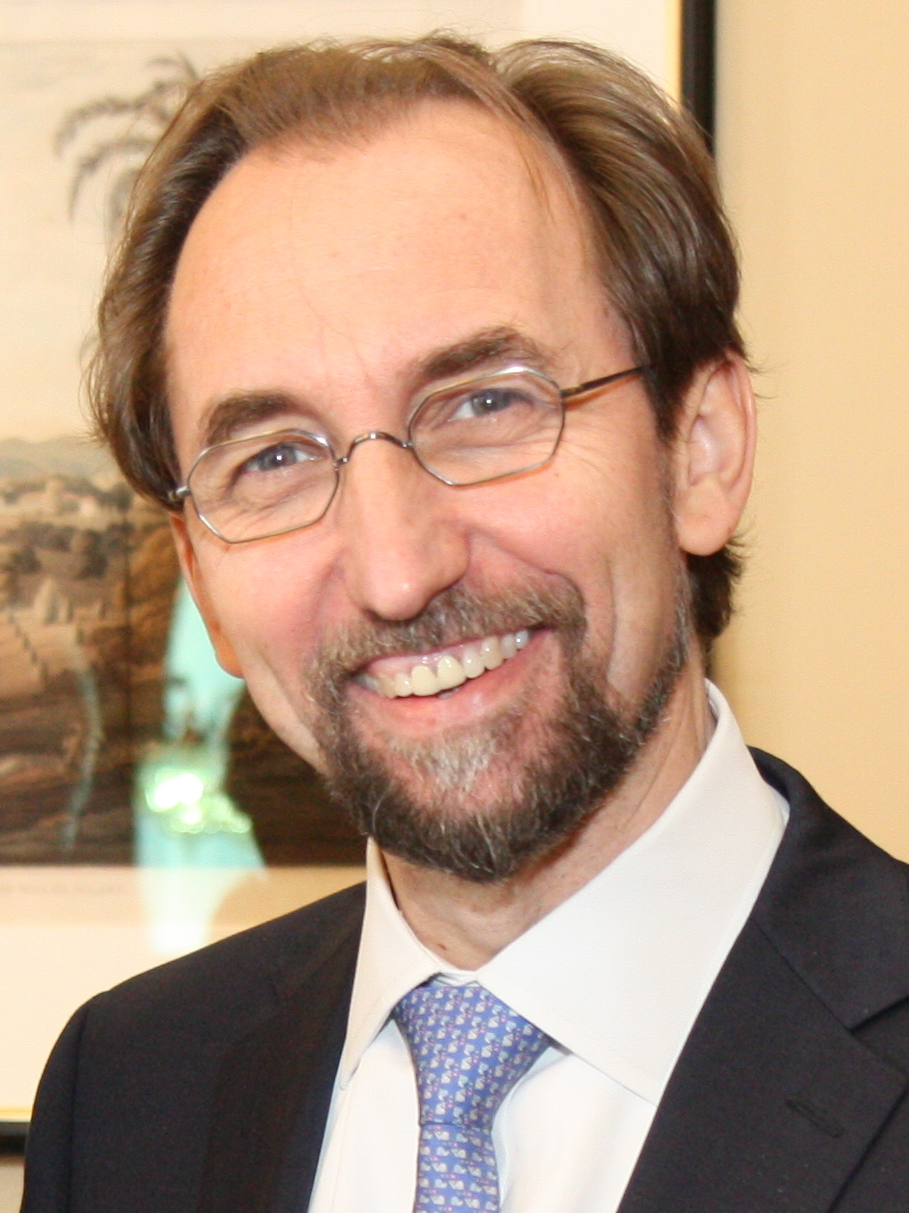
Zeid bin Ra'ad, pristagare 2015

Stockholm Human Righs Award är ett pris för insatser för att stödja demokratisk utveckling och mänskliga rättigheter, som delats ut sedan 2009. Priset instiftades av International Bar Association, International Legal Assistance Consortium och Sveriges advokatsamfund.

## Pristagare
- 2009 Richard Goldstone, sydafrikansk domare, chefsåklagare för FN-tribunalerna för Jugoslavien och Rwanda[2]
- 2010 Navi Pillay, FN:s kommissarie för mänskliga rättigheter
- 2011 George Soros, grundare av Open Society Foundations, och Aryeh Neier, en av grundarna av Human Rights Watch
- 2012 Thomas Hammarberg, svensk politiker, och European Roma Rights Centre
- 2013 Mahmoud Cherif Bassiouni, egyptisk jurist
- 2014 B'Tselem, israelisk organisation för mänskliga rättigheter
- 2015 Zeid Raʿad al-Hussein jordansk prins och tidigare FN:s flyktingkommissarie
- 2016 Mary Robinson, irländsk politiker och tidigare FN:s flyktingkommissarie
- 2017 Internationella brottmålsdomstolen
- 2018 Thomas Buergenthal, amerikansk domare
- 2019 David Miliband och  International Rescue Committee (IRC)[1]
- 2020 Hina Jilani, advokat, förkämpe för demokrati och medborgerliga rättigheter